# Rap-Up
Rap-Up è una rivista trimestrale statunitense, fondata nel 2001 da Devin Lazerine, che si occupa di musica hip hop e R&B.